# Bom động đất
Bom động đất Grand Slam (Earthquake bomb) là loại bom hàng không cỡ rất lớn được thiết kế và chế tạo bởi nhà thiết kế người Anh Barnes Wallis vào cuối năm 1944. Với khối lượng khoảng 22.000 pound, tương đương với khoảng 10 tấn, bom Grand Slam có khối lượng lớn gấp 2 lần loại bom cỡ lớn 12.000 lb Tallboy cũng của ông chế tạo trước đó. Cả hai loại bom này nhằm mục đích sử dụng để phá hủy những tòa nhà lớn có cấu trúc kiên cố và các công trình các bom loại nhỏ hơn không có hiệu quả.

## Lịch sử hình thành và phát triển
Ý tưởng về bom động đất đã được Barnes Wallis tìm hiểu khi Chiến tranh thế giới lần II bắt đầu nhưng thời điểm đó không một máy bay nào có thể mang được quả bom nặng 10 tấn do ông vạch ra nên thiết kế của ông bị xếp xó. Wallis quay trở lại với thiết sau đó vào khoảng năm 1943, quả bom động đất đầu tiên ông phát triển là quả bom nặng 5 tấn Tallboy. Nó đã chứng minh khả năng hủy diệt lớn, kể cả những cấu trúc được bảo vệ kiên cố.

## Sử dụng
Chỉ có loại máy bay ném bom đặc biệt B.Mk1 (biến thể của Avro Lancaster) có thể mang được một quả một lần. Nó được thả từ độ cao 22.000 foot (6700 m), độ cao này hạn chế độ chính xác của nó. Bom Grand Slam được sử dụng lần đầu tiên vào ngày 14 tháng 3 năm 1945 bởi đội bay 617 của Lực lượng Không quân Hoàng gia tấn công vào cầu hầm cho xe lửa Bielefeld làm phá hủy hai nhịp cầu.
Cầu hầm ở Arnsberg cũng bị ném bom vào ngày 15 tháng 3 năm 1945 bằng 2 quả bom Grand Slam và 14 quả bom Tallboy nhưng chúng không làm sập được cầu này. Bốn ngày sau đó, vào ngày 19 tháng 3 năm 1945 một cuộc tấn công khác do phi đội bay 617 sử dụng 6 quả Grand Slam đã thành công, làm 12m cầu bị sập xuống.
Grand Slam cũng thành công trong việc phá hủy những bến tàu ngầm như Huuge và Brest.

## Các thông số kỹ thuật
- Chiều dài tổng cộng: 7,70 m (gồm đuôi và thân)
- Chiều dài đuôi: 4,11 m
- Đường kính: 1,17 m
- Khối lượng: 9.98 tấn (22.000 bảng)
- Khối lượng đầu đạn: 4.144 kg (9.135 bảng)
- Loại thuốc nổ "Torpex D1"
- Số lượng đã sử dụng: 41 quả